# Bentley 6½ Litre
Bentley 6½ Litre är en personbil, tillverkad av den brittiska biltillverkaren Bentley mellan 1926 och 1930.

## 6½ Litre
1926 gick Bentley in på marknaden för lyxbilar med den sexcylindriga 6½ Litre. Redan de fyrcylindriga föregångarna hade ibland försetts med tunga limousine-karosser, men nu hade man ett chassi som orkade med uppgiften.
W O Bentley konstruerade en ny motor efter samma principer som tidigare. Det innebar ett fast cylinderhuvud med en enkel överliggande kamaxel som styrde fyra ventiler per cylinder. Motorn hade dubbeltändning. Cylinderdiametern var 100 mm och slaglängden 140 mm. Effekten var 150 hk.

## Speed Six
1928 introducerades en tävlingsversion av den sexcylindriga bilen, kallad Speed Six. De fyrcylindriga modellerna kunde inte längre konkurrera med de stora Mercedes-Benz-bilarna. Med hjälp av dubbla förgasare och högre kompressionsförhållande tog man ut 180 hk ur motorn.
Modellen tog Bentleys fjärde och femte seger på Le Mans 24-timmars 1929 och 1930 och vann även tävlingen över 500 engelska mil på Brooklands 1929.
182 st 6½-litersbilar var av Speed Six-specifikation.